# Arwidssonia empetri
Arwidssonia empetri är en svampart som först beskrevs av Rehm, och fick sitt nu gällande namn av B. Erikss. 1974. Arwidssonia empetri ingår i släktet Arwidssonia och familjen Hyponectriaceae.  Arten är reproducerande i Sverige. Inga underarter finns listade i Catalogue of Life.